# 第4回日本レコード大賞
第4回日本レコード大賞（だい4かいにほんレコードたいしょう）は、1962年（昭和37年）12月27日に日比谷公会堂で行われた、4回目の『日本レコード大賞』である。

## 概要
第4回の大賞は、橋幸夫／吉永小百合の「いつでも夢を」に決定した。橋、吉永それぞれ初の受賞。
この年からしばらく新人賞が男女別となった。
この年の応募総数は歌謡曲が445枚、童謡が31枚など、計486枚だった。

視聴率は10.8%。

## 司会
- 芥川隆行 - 3度目の司会。

## 受賞作品・受賞者一覧

### 日本レコード大賞
- 「いつでも夢を」
  - 歌手：橋幸夫 / 吉永小百合
  - 作詞：佐伯孝夫
  - 作曲：吉田正 - 2年ぶり2度目。複数回の大賞受賞は初となった。
  - 編曲：吉田正

### 歌唱賞
- 「星屑の町」
  - 歌手：三橋美智也

### 新人賞
- 北島三郎（歌：「なみだ船」）
- 倍賞千恵子（歌：「下町の太陽」）

### 作曲賞
- 「遠くへ行きたい」（歌：ジェリー藤尾）
  - 作曲：中村八大

### 編曲賞
- 「恋の曼珠沙華」（歌：美空ひばり）
  - 編曲：佐伯亮

### 作詞賞
- 「月火水木金土の歌」（歌：フランク永井 / 真理ヨシコ / 松島みのり）
  - 作詩：谷川俊太郎

### 企画賞
東芝音楽工業(株)
- 曲名：「スーダラ節」（歌：植木等、作詩：青島幸男 作曲：萩原哲晶 編曲：萩原哲晶）
- 曲名：「ハイそれまでョ」（歌：植木等、作詩：青島幸男、作曲：萩原哲晶、編曲：萩原哲晶）

### 童謡賞
- 「ちいさい秋みつけた」（歌：ボニージャックス）

### 特別賞
- 「王将」
  - 歌手：村田英雄
- 「アカシアの雨がやむとき」
  - 歌手：西田佐知子

### 新人作曲賞
- 「TBS『七人の刑事』主題歌」
  - 作曲：山下毅雄

### 新人作詩賞
- 「おべんとつけてどこいくの」（歌：楠トシエ）
  - 作詞：若谷和子

## TV中継スタッフ
- プロデューサー：
- 総合演出：
- 舞台監督：
- 編成担当：
- 製作著作：TBS
- 主催：社団法人 日本作曲家協会、日本レコード大賞制定委員会、日本レコード大賞実行委員会